# PCP (zespół muzyczny)
PCP (akronim od Północ Centrum Południe) – polska supergrupa hip-hopowa, którą utworzyli członkowie trzech zespołów: Deluksu (Gdańsk, czyli Północ), JWP (Warszawa, czyli Centrum) i Intoksynatora (Kraków, czyli Południe). Dyskografia formacji zamyka się w jednym albumie i dwóch promujących go singlach.

## Dyskografia
Albumy
| Tytuł                   | Dane dot. albumu                                   |
| ----------------------- | -------------------------------------------------- |
| Północ Centrum Południe | - Data: 26 kwietnia 2004 - Wydawca: Vabank Records |

Występy gościnne
| Album                            | Rok  | Utwór                              | Źródło |
| -------------------------------- | ---- | ---------------------------------- | ------ |
| JWP – Numer jeden wróg publiczny | 2007 | „Mówią” (gościnnie: PCP)           | [ 5 ]  |
| DJ. B – Mixtape 2008             | 2008 | „Uciułany giecik” (gościnnie: PCP) | [ 6 ]  |

## Teledyski
| Tytuł                            | Rok  | Reżyseria/Realizacja              | Album                   | Źródło |
| -------------------------------- | ---- | --------------------------------- | ----------------------- | ------ |
| „Grooby melanż/Sztuka adaptacji” | 2004 | Kamil Płocki, Kuba Łubhiewski     | Północ Centrum Południe | [ 7 ]  |
| „Obywatel MC”                    | 2004 | Gedynin Jabłoński, Piotr Jaworski | Północ Centrum Południe | [ 8 ]  |